# Vladna palača Mongolije
Vladna palača (mongolsko Засгийн газрын ордон, latinizirano: Zasgiin gazriin ordon), znana tudi kot Državna palača, stoji na severni strani trga Sukhbaatar v Ulan Batorju v Mongoliji. V njej so različni državni organi, kot sta Državni veliki hural (enodomni parlament) in pisarne njegovih članov, pa tudi pisarne predsednika in predsednika vlade. Prebivalci Ulan Batorja jo včasih imenujejo Saaral Ordon ('Siva palača') zaradi nekdanje barve zunanjosti, ki je bila leta 2007 pobarvana belo.

## Zgodovina
Ozemlje današnje Vladne palače in trga Sukhbaatar je do začetka 20. stoletja večinoma zasedal samostan Ikh Khüree, osrednji tempeljsko-palačni kompleks mesta. Samostan je bil ustanovljen leta 1639 in je bil premični objekt, ki je skoraj tridesetkrat spremenil lokacijo, preden se je leta 1855 dokončno ustalil v današnjem Ulan Batorju. Znan je bil po visokokakovostni samostanski izobrazbi, desetih samostanskih šolah, številnih templjih, 15.000 lamah, tridesetih lamskih okrožjih, spektakularnih verskih festivalih in bogatih zakladnicah. Kompleks, prvotno imenovan Züün Khüree (Vzhodni samostan), je bil največji in najstarejši del tega, kar je kasneje postal Ulan Bator. Samostan je imel veliko odprto območje (kasneje glavni mestni trg), ki je bilo z vseh strani obdano s templji, rezidencami plemstva in duhovščine ter tržnico Barun Damnurčin. Tu so se v prisotnosti plemičev in duhovščine odvijale mongolske rokoborbe in plesi Tsam. Kasneje je območje postalo odlagališče smeti, ki jih je Bogd Kan v svoji kraljevi procesiji nosil v Rumeno palačo.
Po mongolski revoluciji leta 1921 so smeti odpeljali in na tem mestu leta 1926 zgradili gledališče z zeleno kupolo. Sosednji samostan Ikh Khüree je komunistični režim v 1930-ih v okviru obsežnega preganjanja budistične cerkve popolnoma uničil. Danes le nekaj starih templjev spominja na lepoto starega mesta. Gledališče z zeleno kupolo je leta 1949 pogorelo. Leta 1946 se je začela gradnja trga Sukhbaatar s kipom revolucionarnega voditelja Damdinija Sukhbaatarja. Mongolski vrhovni voditelj, maršal Čojbalsan, je kot preprost delavec sodeloval pri izkopavanju oznake na mestu, izbranem za Sukhbaatarjev kip.
Po uničenju gledališča z zeleno kupolo je Čojbalsan leta 1951 odredil gradnjo Vladne palače na njenem mestu. Po Čojbalsanovi smrti leta 1952 so voditelji stranke na južni strani palače zgradili mavzolej, podoben Leninovemu v Moskvi, da bi v njem hranili posmrtne ostanke Sukhbaatarja in Čojbalsana. Sukhbaatarjev mavzolej, dokončan leta 1954, je služil kot razgledna ploščad za voditelje stranke in visoke vladne uradnike med paradami ob državnem prazniku in 1. maju vsako leto do demokratične revolucije leta 1990. V letih 2005–2006 je bil Sukhbaatarjev mavzolej v okviru obsežne prenove palače porušen in nadomeščen z velikim kolonadnim spomenikom Džingiskanu, Ögedej-kanu in Kublajkanu, dokončanim leta 2006, pravočasno za 800. obletnico Džingiskanovega kronanja. Kip Džingiskana stražita dva njegova generala, Mukali in Borču.

## Arhitektura
Stavba stoji na severni strani trga Sukhbaatar. Široka je 100 metrov, visoka 18,7 metra, ima 500 pisarn in več kot 900 oken. Ima 10 konferenčnih sob, od katerih največja lahko sprejme 800 ljudi. Od leta 2006 je na pročelju velik spomenik Džingiskanu, na obeh straneh monumentalnega stopnišča pa sta dva konjeniška kipa Kublajkana in Ögedeja. Fasada je bila prvotno siva, zato so prebivalci prestolnice stavbo poimenovali Siva palača.
- Mongolska predsednica Natsagyiyn Bagabandi med srečanjem z ameriškim načelnikom generalštaba, generalom Richardom B. Myersom, v mongolski vladni palači 13. januarja 2004.
- Veliki kip Džingiskana